# Wolfgang Rihm
Wolfgang Rihm (Karlsruhe, 13 marzo 1952 – Ettlingen, 27 luglio 2024) è stato un compositore tedesco.
A capo del dipartimento di musica contemporanea della Hochschule für Musik Karlsruhe (il conservatorio superiore di Karlsruhe), fu una figura di rilievo in molti festival europei, in particolar modo del Festival di Salisburgo e di Lucerna, dove fu compositore ospite. Nel 2001 fu insignito del grado di officier dell'Ordre des arts et des lettres.

## Biografia
Wolfgang Rihm completò i suoi studi in composizione nel 1972 alla Hochschule für Musik Karlsruhe, solo due anni prima della première al Festival di Donaueschingen di Morphonie-Sektor IV, uno dei suoi primi e importanti lavori (1974), che lo lanciò nella nuova scena musicale europea di quel periodo.
Nelle pagine di questi primi lavori, seppur vicine alle avanguardie postbelliche, Rihm presentò un carattere connesso alla tradizione sinfonica del passato, tanto ad essere state considerate addirittura "reazionarie" rispetto alle avanguardie stesse (capeggiate da compositori quali Boulez e Stockhausen, con il quale studiò nel 1973). In realtà, essendo la sua poetica molto personale, egli prese le distanze, sia della imposizioni delle avanguardie, sia dalle tendenze, tutte nostalgiche, dei reazionari.
Compositore molto prolifico, scrisse centinaia di brani completati, buona parte dei quali però ancora da registrare; non considerò mai un lavoro come terminato definitivamente, molto spesso rivedendo dopo anni le sue partiture, apportandovi delle modifiche anche consistenti (un esempio: Ins Offene... (1990); la riscrisse quasi del tutto nel 1992, riutilizzandola, poi, come base per il concerto per pianoforte Sphere (1994), che a sua volta venne da lui rielaborato per Nachstudie (1994), un lavoro pianistico al quale mise ancora mano nel 2002 per scrivere, prima Nachstudie, Sphäre nach Studie per arpa, 2 contrabbassi, pianoforte e percussioni, poi Sphäre um Sphäre, intesa come una nuova versione di Sphere).
Altri lavori importanti furono i 12 quartetti d'archi, Die Hamletmaschine (1983-1986), opera basata su testi di Heiner Müller, Die Eroberung von Mexico (1987-1991), opera basata su testi di Antonin Artaud, l'oratorio Deus Passus (1999-2000) e, tra i lavori ancora più maturi, Dionysus-Dithyrambs (2010), su testi di Friedrich Nietzsche.
Alcuni tra i compositori che maggiormente influenzarono il suo stile furono Luigi Nono, Helmut Lachenmann e Morton Feldman.

## Composizioni

### Lavori operistici
- Dionysos
- Die Eroberung von Mexico
- Die Hamletmaschine
- Jakob Lenz
- Faust und Yorick
- Oedipus

### Lavori orchestrali
- Form / 2 Formen (secondo stato)
- Gejagte Form (prima versione)
- Gejagte Form (seconda versione)
- IN-SCHRIFT (1995)
- Jagden und Formen
- Jagden und Formen (2008)
- Symphony No. 1, Op. 3
- Symphony No. 2 (primo e ultimo movimento)
- Sub-Kontur per grandi orchestre
- Vers une symphonie fleuve I–IV
- IN-SCHRIFT 2 (2013)

### Concerti
- Violino
  - Gesungene Zeit
  - Lichtes Spiel
  - COLL'ARCO
- Viola
  - Concerto per viola e orchestra
  - Concerto per viola e orchestra No. 2
- Violoncello
  - Konzert in einem Satz
  - Monodram
  - Styx und Lethe
- Quartetto d'archi
  - CONCERTO
- Clarinetto
  - Musik für Klarinette und Orchester
- Oboe
  - Musik für Oboe und Orchester
- Fagotto
  - Psalmus
- Tromba
  - Gebild
  - Marsyas, Rhapsodie für Trompete mit Schlagzeug und Orchester
- Trombone
  - Canzona per sonare
- Pianoforte
  - Sphere
- Arpa
  - Die Stücke des Sängers
- Organo
  - Unbenannt IV

### Quartetto d'archi
- Grave
- Quartettstudie
- Quartetto d'archi No. 1
- Quartetto d'archi No. 2
- Quartetto d'archi No. 3
- Quartetto d'archi No. 4
- Quartetto d'archi No. 5
- Quartetto d'archi No. 6
- Quartetto d'archi No. 7
- Quartetto d'archi No. 8
- Quartetto d'archi No. 9
- Quartetto d'archi No. 10
- Quartetto d'archi No. 11
- Quartetto d'archi No. 12
- Quartetto d'archi No. 13

### Voce

#### Voce e orchestra
- - Fünf Abgesangsszenen
  - Drei späte Gedichte von Heiner Müller
  - Ernster Gesang mit Lied
  - Frau / Stimme
  - Friedrich Hölderlin-Fragmente
  - Lenz-Fragmente
  - Penthesilea Monolog
  - Rainer Maria Rilke: Vier Gedichte

#### Voce e pianoforte
- Gesänge, Op. 1 (1968–71)
  - Untergang (Georg Trakl)
  - Geistliche Dämmerung (Trakl)
  - Hälfte des Lebens (Friedrich Hölderlin)
  - Hochsommerbann (Oskar Loerke)
  - Abend (August Stramm)
  - Patrouille (Stramm)
  - Kriegsgrab (Stramm)
  - Sturmangriff (Stramm)
  - Lied (Stefan George)
  - Frühling (Franz Büchler)
  - Verzweifelt (Stramm)
  - Robespierre (Georg Heym)
  - Vorfrühling (Rainer Maria Rilke)
- Vier Gedichte aus „Atemwende“ (Paul Celan) (1973)
- Alexanderlieder (1975/76) per mezzosoprano, baritono & 2 pianoforti. (Ernst Herbeck)
- Hölderlin-Fragmente (1976/77) versione per pianoforte
- Neue Alexanderlieder (1979) (Herbeck) per baritono
- Lenz-Fragmente (1980) per tenore
- Wölfli-Liederbuch (1980/81) bass-baritone & piano, con episodi per 2 tamburi (orch. versione 1982)
- Das Rot (Karoline von Günderrode) (1990)
- Vier Gedichte von Peter Härtling (1993)
- Drei Gedichte von Monique Thoné (1997)
- Apokryph (1997) (Georg Büchner)
- Nebendraußen (1998) (Hermann Lenz)
- Ende der Handschrift. Elf späte Gedichte von Heiner Müller (1999)
- Rilke: 4 Gedichte (2000)
- Sechs Gedichte von Friedrich Nietzsche (2001)
- Lavant-Gesänge (2000–2001). Cinque poesie di Christine Lavant
- Brentano-Phantasie (2002) (Clemens Brentano)
- Eins und doppelt (2004). Cinque canzoni dal crepuscolo, per baritono e pianoforte.
  - Abendempfindung (Arnim)
  - Gingo biloba (Goethe)
  - Dämmrung senkte sich von oben (Goethe)
  - Ausgang (Fontane)
  - Worte sind der Seele Bild (Goethe)
- Drei Hölderlin-Gedichte (2004)
- 2 Sprüche (2005) (Friedrich Schiller)
- Heine zu „Seraphine“ (2006). Sette poesie di Heinrich Heine

### Opere corali
- Coro a cappella
  - Sieben Passions-Texte
- Coro con orchestra o ensemble
  - Astralis
  - Et Lux (2015 ECM Records)
  - Vigilia

### Solo per archi
- Über die Linie (violoncello)
- Über die Linie VII (violino)

### Solo per pianoforte
- Auf einem anderen Blatt
- Brahmsliebewalzer
- Klavierstücke No. 1–7 (1970–1980)
- Ländler (1979)
- Nachstudie
- Zwiesprache (1999)

### Solo per organo
- Drei Fantasien

## Scritti
- (DE) Wolfgang Rihm, Ausgesprochen: Schriften und Gespräche, Winterthur, Ulrich Mosch, 1997, ISBN 3-7957-0395-6.